# Xavier Bertrand
Xavier Bertrand (ur. 21 marca 1965 w Châlons-en-Champagne w Marnie) – francuski polityk, kilkakrotnie minister w resortach społecznych, od 2016 prezydent regionu Hauts-de-France.

## Życiorys
Ukończył studia z zakresu prawa publicznego w Reims, specjalizując się w kwestiach administracji lokalnej. Został masonem, członkiem Wielkiego Wschodu Francji.
W wieku 16 wstąpił do gaullistowskiego Zgromadzenia na rzecz Republiki. Był asystentem senatora Jacques’a Braconniera. W 1995 został zastępcą mera Saint-Quentin. W 2010 objął urząd mera tej miejscowości, utrzymał to stanowisko w 2014.
W 2002 uzyskał mandat deputowanego do francuskiego Zgromadzenia Narodowego w Aisne, rok później stanął na czele regionalnych struktur Unii na rzecz Ruchu Ludowego. W 2004 mianowano go sekretarzem stanu w ministerstwie zdrowia i solidarności.
W 2005 w rządzie Dominique’a de Villepin objął stanowisko ministra tego resortu. Zrezygnował z tej funkcji w marcu 2007 w związku z zaangażowaniem w prezydencką kampanię wyborczą Nicolasa Sarkozy’ego. W maju 2007 powołano go na urząd ministra nowego resortu pracy, stosunków społecznych i solidarności. Miesiąc później ponownie zdobył mandat poselski, zachowując następnie dotychczasowe stanowisko w drugim gabinecie François Fillona.
Ze stanowiska tego odszedł w styczniu 2009, kiedy to został sekretarzem generalnym (i faktycznym liderem) Unii na rzecz Ruchu Ludowego. W listopadzie 2010 powrócił do trzeciego rządu tego samego premiera jako minister pracy, zatrudnienia i zdrowia. Funkcję tę pełnił do maja 2012. W wyborach parlamentarnych w tym samym roku ponownie wybrany do Zgromadzenia Narodowego.
W grudniu 2015 jako kandydat centroprawicy, w tym powstałych na bazie UMP Republikanów, zwyciężył w drugiej turze wyborów na prezydenta nowego regionu Nord-Pas-de-Calais-Pikardia (z kadencją od stycznia 2016), pokonując w niej liderkę Frontu Narodowego Marine Le Pen. W grudniu 2017 ogłosił swoje odejście z Republikanów. W czerwcu 2021 wybrany na prezydenta Hauts-de-France na kolejną kadencję.
W tym samym roku przywrócił swoje członkostwo w Republikanach. W grudniu 2021 bez powodzenia ubiegał się o nominację prezydencką w partyjnych prawyborach, przegrywając w pierwszej turze, po której wsparł kandydaturę Valérie Pécresse. W 2022 powołał własną partię pod nazwą Nous France (współpracującą z Republikanami).